# Speed Metal Slaughter
Speed Metal Slaughter è il secondo album della band thrash metal-speed metal svedese Cranium.	

## Il disco
Speed Metal Slaughter si apre con un discorso tra Chainsaw Demon e Grave Reaper, i due vogliono entrare in una discoteca ma il buttafuori non li lascia passare dicendo che i metallari non sono ammessi. Dopo si sente qualche urlo finché non si sente il rumore di una motosega sempre più forte finché non iniziano le prime note di Slaughter on the Dance Floor.
Debutta il batterista Johan Hallberg che si farà sentire in A Devil on the Drums, intro della canzone Sluts of Satan, una canzone dedicata al thrash metal tedesco e ai festival in Germania. In questa canzone vengono menzionati nel pre-chorus Mille Petrozza,
Andreas "Gerre" Geremia e Marcel "Schmier" Schirmer rispettivamente membri e formatori di Kreator, Tankard e Destruction:
"Mille's ass is pumping, and Gerre's drinking beer
Speed metal noise is in everybody's ear
Cheap whores are lying with legs open wide
Hurry up Schmier, I wanna get inside!"
Si chiude con Satanic Holiday, canzone velocissima come tutto il resto del disco.

## Tracce
1. Slaughter on the Dance Floor - 04:54
2. Lawnmower Lover - 04:05
3. Dentist of Death - 04:07
4. S.R.T. (Satanic Rescue Team) - 04:14
5. A Devil on the Drums / Sluts of Satan - 06:50
6. Graveyard Romance - 05:15
7. Satanic Holiday - 03:03

## Formazione
- Fredrik Söderberg - voce e chitarra
- Gustaf Von Segebaden - chitarra
- Philip Von Segebaden - basso
- Johan Hallberg - batteria